# 劍潭古寺
25°05′10″N 121°33′19″E / 25.086224°N 121.555385°E
劍潭古寺，又名劍潭寺、觀音寺，是位於臺灣臺北市中山區北安里的佛寺，原位在劍潭，因臺灣神宮擴建而遷移至大直，今列為歷史建築。

## 歷史沿革

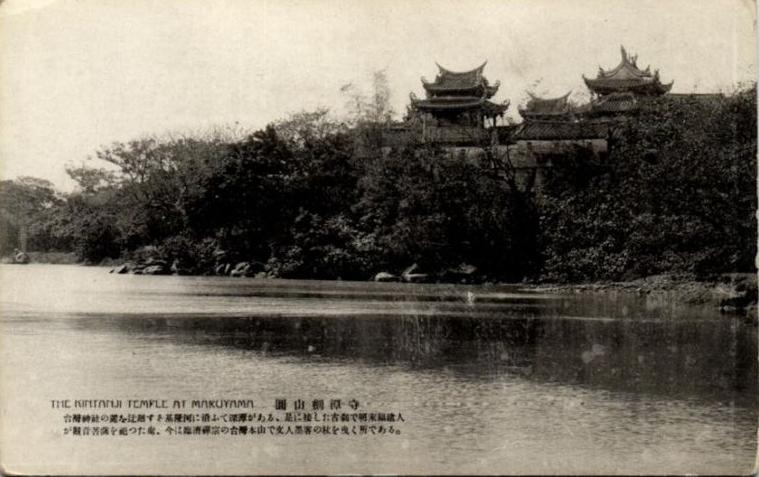
日治時期劍潭古寺的鐘鼓樓（左、中）與正殿（右）

劍潭寺原在劍潭舊址紀念碑附近。初期歷史，史冊記載極少，依同治十年（1871年）年《淡水廳志》所載，祀碑記述是僧人華榮至此，遇見紅色蛇擋路，以筊卜後在此建寺塔，從淡水募金，吳廷詰等人在乾隆三十八年（1773年）捐建，又稱「觀音亭」。
乾隆中葉，主持順寶和尚捐倡重建。道光二十四年（1844年）春，主持妙金和尚任內，泉郊義源號、林益勝、謝瑞成見寺身風雨損蝕，發起重建，次年立碑。
大正12年（1923年），寺方請來陳應彬大修，將寺院擴為三殿、鐘鼓樓各侍左右。石作是由李闊嘴操刀。日治時期，每年前來參拜者就達幾十萬人次。耆老吳槐回憶，寺前昔日有設放生池，因放養龜眾多，故名｢龜池」，每晨寺僧在早課後會餵食，故龜群聽到木魚聲，則爭相浮出，有「劍潭龜聽環聲」俗諺。
昭和12年（1937年），總督府擴建臺灣神宮，強迫該寺遷移。原遷至今大佳國小校地，後因設校，又遷至大直現址。原先十八羅漢、古鐘等古物歷經兩次遷遷而遺失、盜賣。道光的重修碑也不見，碑文收錄於《明清臺灣碑碣選集》、《臺灣北部碑文集成》。新址劍南山邊腹地有限，原三川殿、正殿等建築皆已不存在，僅剩後殿。寺身從原本兩進勉強合為一進，閩式起翹飛簷改為中國北方黃瓦混合日式屋簷。
至大直後逐漸沒落的原因，有人說是風水，但也有人認為是管理不佳的結果。1955年，由辜振甫等出資修廟。1979年8月，再度整修。
2004年2月16日，台北市文化局邀請古蹟委員楊勝雄、中研院台史所研究員黃富三、建築師符宏仁、文獻會副主委莊永明，以及寺廟建築專家台灣科技大學建築系教授王惠君、保安宮副董事長廖武治等人會勘，一致同意登錄歷史建物。2004年3月成立財團法人，委由大龍峒保安宮董事長廖武治主導修復，2005年夏整修完工。
董事會將寺務委由佛光山管理，2006年將原先主神觀音移往廟前池邊，不置香爐。至於其他原也供奉在主殿的關聖帝君、十八羅漢、韋陀天尊、伽藍尊者、地藏王菩薩、鄭成功神像等都移至偏殿。2007年7月16日，北安里長徐德旺與多名當地信眾向市議員林晉章陳情。林晉章則表示民間資料顯示主神是觀世音，但寺方卻自行變更成釋迦牟尼，且不准信眾燒香、點蠟燭，引起信眾不滿，要求佛光山把觀音重迎主殿，目前更換主神的爭議目前仍無解。
今址為北安路805巷6號。民眾搭捷運文湖線至劍南路站一號出口下來，即可見到此寺。
2009年4月16日，由林晉章協助，將文物收藏者林進士從廈門白鹿舟骨董街購回的寺鐘物歸原主。

## 劍潭詩魂
相傳清治時期，有一名為「雲生」的書生借居此寺。某夜皓月當空，他獨自在寺庭中散步，忽見一著白色喪服女子緩緩而過，口中吟詩：「紅愁綠怨送春歸，徙椅無聊幾夕暉，十載光陰如一夢，遊魂時逐落花飛」，聲韻悽惋。正當書生準備上前察看之時，白衣女子身影已失，次日清晨向當地人打聽才知一女子隨父在淡水作客，父親早逝，身無積蓄，無法扶柩回鄉，遂滯留在此，不久憂傷而死，每當月圓時刻，常可聽到她夜吟詩歌。該書生覺得人世變幻無常，從此就隱居深山野地。

## 外部連結
臺北旅遊網 | 劍潭古寺 （页面存档备份，存于）